# والتر بورتل
والتر بورتل (آلمانی: Walter Bortel; ۲۰ سپتامبر ۱۹۲۶ – ۱۹ فوریهٔ ۲۰۰۰) دوچرخه‌سوار اهل اتریش بود. وی در بازی‌های المپیک تابستانی ۱۹۵۲ و ۱۹۵۶ شرکت کرده است.